# ただよび
ただよびはエデュ・プラニング合同会社が運営する日本の大学受験向けインターネット予備校（動画コンテンツ）の名称である。原則YouTube上での活動を前提としている。

## 概要
大学受験のための予備校の授業料を無料化を目的とする。また、講師の森田鉄也は、大学受験生に限らず誰でも無料で視聴が可能なことをメリットとしている。教育の無償化に加え、従来の予備校講師の固定観念に捉われない講師の発掘も重視している。現状の予備校業界では、講座の特別感を出すためにベテランがより重宝され、反対に若手講師の活躍の場が狭まって収入面でも苦しい状況にあると指摘し、オーディション等で若手講師の「引き抜き」を考えているとのこと。
スマートフォンを用いてユビキタスな授業体制の整備を目標としており、短時間で内容を確認できるように動画は10分程度でまとめられている。YouTubeから得られる広告収入のほか、教育への貢献というCSRの一環としてスポンサーになる企業からのタイアップ収入によって事業を成立させる見込みだという。
𠮷野敬介は東進ハイスクールで講師を勤めていた際に「世の中、すべてが不平等な中でせめて大学に入るまでの教育は無償にできないか」、「都会と地方の教育環境の格差が大きい」と、保護者の収入や居住地域による教育の格差の是正を考えていた。一方で、森田はYouTuberとしても活動する中、公開授業などで地方へ赴いた際に詳細な受験情報が教職員にさえ行き届いていないと都会との情報格差を感じた。𠮷野は以前から株式会社レッドクイーン社長の慶長聖人と交流があり、2019年からYouTubeでの講師活動について対談した。𠮷野と森田は2020年3月31日付で東進ハイスクールを辞職し、翌日から「ただよび」にて活動を始めた。

### 名称の由来
当初は名称を「YouTube予備校」と検討したが既出のため採用されず、広告制作者が「YouTubeや予備校というワードは、他のサイトがたくさんヒットしてしまうため検索ワードとして適していない」「濁音、半濁音を入れた名前は好まれる」「4文字がいい」との意見から「ただよび」に決定された。カタカナかひらがなのどちらにするかについては、ひらがながやわらかいイメージを持つことや検索のし易さの点から決定された。

## 沿革

### 2020年
- 4月1日 - インターネット予備校「ただよび」の設立を発表[7]。
- 4月6日 - 新型コロナウイルスの流行予防のため全国各地で高校が休校になる中でサービスを開始[2][4]。
- 10月1日 - ただよびオンラインストアが開店[8]。
- 10月9日 - 英語講師で設立関係者でもある森田鉄也が辞任[9]。
- 11月27日 - 英語講師の森田鉄也が辞任したため「NMB48 吉田朱里のTOEIC試験チャレンジ企画」の企画及び企画の配信を中止[10]。
- 12月15日 - 講師陣の体制変更を行うことを発表。これは、先般の森田の辞任に伴い、一部講師においてコンプライアンスに抵触する行為が発覚したためであり、再発防止策として新たな顧問を招聘することを検討する[11]。
- 12月27日 - 出口汪の学びチャンネルにて、出口汪が顧問に就任することが発表された[12]。

### 2021年
- 1月1日 - 出口汪が顧問に就任したことを正式に発表[13]。
- 2月2日 - 今後の方針として「ただよびプレミアム（仮）」有料配信チャンネルの開始、学習参考書や問題集では水王舎と連携して「ただよびシリーズ」として書店で発売する予定が発表された[14][15]。

### 2023年
- 7月6日 - ただよびのサービス終了を発表[16]。
- 7月7日 - 同日、森田鉄也が自身のチャンネルにて、ただよびの運営会社であるStuDeeplが破産する方向で調整していることを発表[17]。
- 7月31日 - 東京地方裁判所はStuDeeplの破産手続きを開始したことを決定した[18]。
- 10月28日 - 元講師でありStuDeepl（ただよび運営会社）の株主でもあった森田鉄也が、自身のチャンネルにて「ただよび」事業を教育関連企業エデュ・プラニング合同会社が事業買収したと報告[19]。

## ただよびプレミアム構想と無料公開
基礎固めの講座を配信するYouTubeチャンネルと並行して2021年4月より、有料配信チャンネル「ただよびプレミアム」がスタートした。有料配信チャンネルでは、応用内容・演習・過去問対策などの発展内容の授業を配信しており、「どのオンライン大学受験予備校よりも安く、誰でも志望校合格を目指せる社会を創る！」をコンセプトに日本全国の人気予備校講師による授業を受けられるように準備するとしており、無料配信しているものは、「ただよびベーシック」となっていた。
前述のサービス終了と事業買収を経て、ただよびプレミアムの動画の無料公開を決定し、順次配信している。

## 教科・講師

### 文系（文系チャンネル）

#### 英語
- 安武内ひろし
- 寺島よしき
- 西きょうじ
- 平山誠
- 森田鉄也 - 設立関係者、元英語科チーフ。2020年10月に一身上の都合により辞任した[9]が、2023年11月9日の動画より出演を再開している[21]。
- 吉武優

#### 国語
- 朝倉吏（古文・漢文）
- 宗慶二（現代文） - ただよび校長[22]
- 出口汪（現代文・小論文） - 2021年1月1日付でただよび顧問に就任し、2021年5月1日より小論文の講師として参加。「STU48 瀧野由美子の大学受験チャレンジ企画」において、『勉強の仕方を指導する講座』を担当。
- 野村静（現代文・古文・漢文）

#### 地理歴史・公民
- 鈴木悠介（世界史）
- 池田敦志（世界史）
- 久保田幸平（世界史・政治経済）
- 田中結也（日本史）
- 矢﨑聖（日本史）
- 井上宏昭（地理）
- miniいけ先生（公民）

### 理系（理系チャンネル）

#### 数学
- 永島豪（数学）- 2020年5月末より参加、元理数科チーフ。2020年8月末に一身上の都合により辞任[23]。2024年の3月に復帰することを発表[24]
- 石原正
- 岩崎達浩
- 小俣和也
- 鈴木真人
- 髙瀬仁宏
- 谷口貴仁

#### 理科
- 飯泉摩美（物理）
- 若原周平（化学）
- 田中龍之介（生物）
- 佐藤雅巳（地学） - 地学講師であるが、地学以外の３科目についても担当。

#### 情報
- 岩崎達浩

### 文系
- 𠮷野敬介（古文） - 設立関係者。元ヘッドマスター。2023年3月をもって配信終了を公式ブログで公表した[25]。